# Пиперово
Вижте пояснителната страница за други значения на Пиперево.
Пиперово (на македонска литературна норма: Пиперово) е село в община Щип, Северна Македония.

## География
Пиперово е селце разположено на 20 километра югоизточно от град Щип.

## История
В XIX век Пиперово е село в Щипска кааза на Османската империя. Според статистиката на Васил Кънчов („Македония. Етнография и статистика“) от 1900 година в селото има 276 жители българи християни и 220 турци.
Населението на селото е под върховенството на Българската екзархия. В статистиката на секретаря на екзархията Димитър Мишев от 1905 година („La Macédoine et sa Population Chrétienne“) Пиперово (Piperovo) е посочено като село с 368 жители българи екзархисти и в селото работи българско училище.
При избухването на Балканската война в 1912 година 6 души от Пиперево са доброволци в Македоно-одринското опълчение. След Междусъюзническата война в 1913 година селото остава в Сърбия.
Според Димитър Гаджанов в 1916 година в Пиперово живеят 46 турци и 264 българи.
Църквата „Свети Теодор Тирон“ е от XIX век. Манастирът „Света Богородица“ е изграден и осветен около 1930 година.

## Личности
Родени в Пиперово
- Тодор К. Пиперевски (? - 8.IX.1923), български революционер от ВМОРО, починал в София[6]